# یواس‌اس اسکس (۱۸۵۶)
یواس‌اس اسکس (۱۸۵۶) (به انگلیسی: USS Essex (1856)) یک کشتی بود که طول آن ۲۵۰ فوت (۷۶ متر) بود. این کشتی در سال ۱۸۵۶ ساخته شد.